# Chelonaplysilla betinensis
Chelonaplysilla betinensis är en svampdjursart som beskrevs av Zea och van Soest 1986. Chelonaplysilla betinensis ingår i släktet Chelonaplysilla och familjen Darwinellidae. Inga underarter finns listade i Catalogue of Life.